# Stenostephanus davidsonii
Stenostephanus davidsonii är en akantusväxtart som beskrevs av D.C. Wasshausen. Stenostephanus davidsonii ingår i släktet Stenostephanus och familjen akantusväxter. Inga underarter finns listade i Catalogue of Life.